# Duplexdruck
Unter Duplexdruck versteht man im Allgemeinen, dass ein Graustufen-Bild zusammen mit einer zweiten Farbe (meistens mit einer Schmuckfarbe) gedruckt wird. Hierbei muss das Bild speziell farbsepariert werden. Durch den Duplexdruck wird die Wirkung des Bildes verstärkt.
Es wird unterschieden zwischen folgenden Druckarten:
1. unechtem Duplexdruck: farbiger Druck von einer Druckplatte in zwei Durchgängen mit zwei Farben. Der Stand des Bildes wird beim zweiten Druckgang minimal diagonal verschoben.
2. echtem Duplexdruck: farbiger Druck von zwei Druckplatten, die sich in den Tonwerten und Tonabstufungen und der Rasterwinkelung unterscheiden. Eine einfarbige Vorlage kann im Duplexdruck wesentlich plastischer als im einfarbigen Druck wiedergegeben werden. Besonders im Verlagswesen ist auch das Synonym Duoton-Druck gebräuchlich.

Außerdem kann in der Umgangssprache unter Duplexdruck auch das gleichzeitige oder in zwei Schritten erfolgende Bedrucken von Vorder- und Rückseite eines Mediums mittels eines Computer-Druckers oder Tintenstrahlplotters verstanden werden.
|  |  |